# Anders Hafrin
Anders Hafrin (Hafverin), född okänt år, död 1756 i Göteborg, var en svensk guldsmedsmästare.
Hafrin var från 1729 verksam som guldsmedsmästare i Göteborg där han erhöll burskap 1733. Hans tillverkarstämpel återfinns på altarkärl av silver  i åtskilliga västgötska kyrkor. Bland han profana arbeten märks en dryckeskanna tillverkad 1727 som numera disponeras av Kulturhistoriska museet i Lund samt ett arbete utfört för bagarämbetet i Göteborg som numera finns på Göteborgs historiska museum. Hafrin är även representerad vid Nordiska museet i Stockholm. Han var far till Bengt Hafrin.